# Калашников, Вячеслав Андреевич
Вячесла́в Андре́евич Кала́шников (род. 12 мая 1985, Светлоград, Ставропольский край, СССР) — российский футболист, защитник.

## Карьера
Воспитанник ставропольского футбола. Занимался в местном УОР, после чего попал в школу-интернат «Ротора». В 2002—2004 годах выступал за молодёжную команду. За основную команду дебютировал в Премьер-лиге 17 апреля 2004 года в матче против «Ростова» (1:4). В 2005 году защищал цвета клуба «Ротор-2», но, в связи с невыполнением клубом обязательств по контракту, перешёл в «Сатурн», за который провёл единственный матч в Кубке 20 сентября 2006 года против красноярского Металлурга (2:1). В 2007 году подписал контракт с ростовским СКА. В июле 2008 года стал игроком «Амкара». В 2011 году пополнил ряды брянского «Динамо». Летом 2012 года перешёл в «Славянский». В феврале 2013 года подписал контракт с пензенским «Зенитом», через полгода перешёл в «Химки». Завершил карьеру в 2014 году в крымском «Витязе».

## Достижения
- Бронзовый призёр зоны «Юг» Второго дивизиона: 2005